# Great Blasket Island
Great Blasket Island (Iers: An Blascaod Mór) is het grootste eiland van de Blasket-eilanden, gelegen in County Kerry (Ierland). Tot 1954 werd het eiland bewoond door een kleine gemeenschap.

## Geografie en geschiedenis

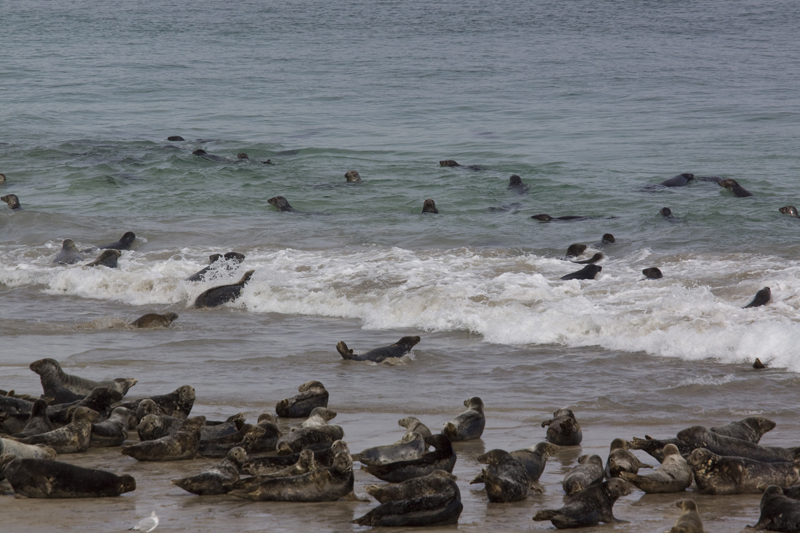
kolonie grijze zeehonden op Great Blasket Island

Het eiland is 455 hectare groot en heeft een lengte van ongeveer 6 kilometer. Het ligt ongeveer twee km. van het vasteland. De dichtstbijgelegen stad is Dunquin van waaruit het eiland in de zomermaanden met een veerdienst bereikt kan worden. Het hoogste punt van het eiland is An Cró Mór (346 m).
Eeuwenlang waren de eilanden bewoond. In de laatste eeuwen was er een gemeenschap van ongeveer 100-200 personen. Deze eilanders leefden van wat het eiland bood: vis, grijze zeehonden, konijnen en men gebruikte turf als brandstof. Ook was er op beperkte schaal landbouw: er werd vee gehouden en onder meer aardappels verbouwd. De levensomstandigheden waren echter zwaar. In 1947 was de situatie zo slecht (er was nauwelijks voedsel meer) dat per telegram om voedselhulp werd gevraagd.
Omdat er geen dokter op het eiland was en er veel mensen emigreerden - juist de jonge, sterke mannen - raakte de gemeenschap steeds meer in verval en werd in 1953 besloten dat de overgebleven eilanders werden geëvacueerd. De directe aanleiding was de dood van een van de bewoners, Seánín Ó Cearnaigh, als gevolg van het gebrek aan tijdige medische zorg. Na het vertrek van de laatste bewoners veranderden vrijwel alle huizen in ruïnes.

## Ontwikkelingen na 2000
De staat bleek na verschillende rechtszaken over schadeloosstelling aan grondeigenaren omstreeks 2000 gerechtigd het beheer te voeren over het eiland. In 2009 werd de staat de belangrijkste eigenaar van het eiland die het zo veel mogelijk als nationaal park beheert. Sommige huizen werden gerestaureerd en het toerisme gestimuleerd. In de zomermaanden kan accommodatie op het eiland gehuurd worden en is er een veerdienst. Het Office of Public Works organiseert excursies op het eiland en bij verschillende commerciële partijen kunnen boottochten naar het eiland geboekt worden.